# Gilbert Sourdille
Gilbert Sourdille est un chirurgien ophtalmologiste français né le 21 septembre 1867 à Basse-Indre et mort le 2 janvier 1962 à Nantes.

## Biographie
Gilbert Philippe Marie Sourdille est le fils de l'industriel Philippe Sourdille et de Victorine Éloïse Baudot. Gendre du maire de Saint-Nazaire Baptiste Lechat, il est le père de Dr Gabriel Sourdille.
Avec son frère Maurice, il fonde à Nantes une clinique privée en 1928 (la clinique Sourdille, devenue Institut ophtalmologique Sourdille-Atlantique).
De 1932 à 1937, il est directeur de l'École de médecine de Nantes. Chirurgien-chef des hôpitaux de Nantes, il est également chef du laboratoire de la clinique ophtalmologique de la faculté de médecine de Paris.

## Travaux
- Rapport sur les travaux de la Société académique de la Loire-Inférieure pendant l'année 1898 (1899)
- Rapport de la Commission des prix sur le concours de l'année 1897 (1897)
- La Kératite filamenteuse (1895)
- Rétrécissements cylindriques du rectum d'origine tuberculeuse (1895)

## Distinctions
- Officier de la Légion d'honneur (1949)[2]
- Officier d'académie
- Officier de l'Instruction publique

## Hommages
- Boulevard des Professeurs Sourdille, à Nantes
- Rue du Docteur Gilbert Sourdille, Le Pellerin

### Sources
- Biographies des principales personnalités françaises décédées au cours de l'année, 1964
- Alexandre Manuila, Ludmila Manuila, M.. Lambert, Dictionnaire français de médecine et de biologi, 1981